# Ігор Ласіцький
Ігор Ласіцький (пол. Igor Łasicki; нар. 26 червня 1995, Валбжих) — польський футболіст, захисник клубу «Вісла» (Краків). Виступав також за низку польських та італійських клубів. Володар Кубка Польщі.

## Клубна кар'єра
Ігор Ласіцький народився 1995 року в місті Валбжих. Розпочав займатися футболом у юнацькій команді футбольного клубу «Гурнік» (Богушув-Горце), пізніше грав у юнацьких командах клубів «Гурнік» (Валбжих) і «Заглембє» (Любін). У 2012 році Ласіцький перейшов до юнацької команди італійського клубу «Наполі», а вже в 2014 році був переведений до основної команди клубу. Проте до основного складу команди польський футболіст не пробився, і до 2017 року грав у оренді в італійських клубах «Губбіо», «Мачератезе», «Ріміні» та «Карпі». У 2017 році неаполітанський клуб віддав гравця в оренду на батьківщину до клубу «Вісла» (Плоцьк), у якому він виступав до 2019 року.
У 2019 році Ігор Ласіцький перейшов до складу польського клубу «Погонь» (Щецин), у якому грав до 2022 року. З 2022 року футболіст грає у складі клубу «Вісла» (Краків). У складі команди в сезоні 2023—2024 років Ласіцький став володарем Кубка Польщі.

## Виступи за збірні
У 2011 році Ігор Ласіцький дебютував у складі юнацької збірної Польщі, загалом на юнацькому рівні взяв участь у 32 іграх, відзначившись одним забитим голом.
Протягом 2014—2017 років Ласіцький грав у складі молодіжної збірної Польщі. На молодіжному рівні зіграв у 5 офіційних матчах.

## Титули і досягнення
- Володар Кубка Польщі (1):

«Вісла» (Краків): 2023–2024